# クリス・ロハス
クリス・ロハス（Chris Rojas, 1977年3月30日 - ）はプエルトリコ出身の野球選手。ポジションは投手。右投右打。現在はフィラデルフィア・フィリーズのAA級でプレーしている。
主に先発として活躍している。確実にゲームメイクできる粘り強い投球が持ち味。
2006年のワールドベースボールクラシックプエルトリコ代表に選出されている。